# Altenalptürm
Altenalptürm är en bergstopp i Schweiz.  Den ligger i kantonen Appenzell Innerrhoden, i den östra delen av landet. Toppen på Altenalptürm är 2 032 meter över havet.
I omgivningarna runt Altenalptürm förekommer i huvudsak kala bergstoppar och gräsmarker. I dalgångarna finns blandskog.